# Грудень 2018
Грудень 2018 — дванадцятий місяць 2018 року, що розпочався в суботу 1 грудня та закінчився в понеділок 31 грудня.

## Події
- 1 грудня
  - Завершився Саміт G-20 в Буенос-Айресі[1].
  - Олександр Гвоздик переміг Адоніса Стівенсона та став чемпіоном світу з боксу у за версією WBC у напівважкій вазі[2].
  - Церемонія вручення музичної премії M1 Music Awards за 2018 рік.
- 3 грудня
  - Катар оголосив, що вийде з ОПЕК з 1 січня 2019 року[3].
  - Міжпланетна станція OSIRIS-REx досягла астероїда Бенну[4].
  - Запуск пілотованого космічного корабля «Союз МС-11» із трьома учасниками 57/58-ї експедицій до МКС[5].
  - SpaceX запустила ракету-носій Falcon 9 із першим ступенем, що третій раз побував у космосі[6].
  - Хорват Лука Модрич отримав «Золотий м'яч-2018»[7].
  - Знайдено 17 осіб, які успадкували мітохондріальну ДНК від обох батьків[8].
  - Благодійна акція з кидання м'яких іграшок у місті Герші (США) встановила світовий рекорд за кількістю зібраних іграшок[9].
  - Помер триразовий чемпіон світу з боксу Маркус Байєр[10]
- 4 грудня
  - Служба безпеки України заявила про блокування спроби російських спецслужб провести масштабну кібератаку на інформаційно-телекомунікаційні системи судової влади України[11].
- 5 грудня
  - Запуск вантажного корабля Dragon місії SpaceX CRS-16 до МКС[12].
- 6 грудня
  - Верховна Рада України ухвалила закон «Про припинення дії Договору про дружбу, співробітництво і партнерство між Україною і Російською Федерацією». Законом припиняється дія згаданого договору з 1 квітня 2019 року[13].
  - Ветеранів УПА визнали учасниками бойових дій[14].
  - Юлія Джіма виграла індивідуальну гонку (15 км) на 1-му етапі Кубка світу з біатлону[15].
- 7 грудня
  - Ангела Меркель офіційно пішла з посади голови ХДС[16].
  - Запущена перша місія до зворотного боку Місяця — Чан'е-4[17].
- 8 грудня
  - Рух «Жовті жилети»: у Франції в акціях протесту взяли участь 125 тис. осіб. Поранення дістали 118 демонстрантів і 17 поліцейських, затримано близько 1400 осіб[18].
  - Василь Ломаченко переміг Хосе Педрасу та вперше у кар'єрі об'єднав пояси чемпіона світу за версіями WBA та WBO в легкій вазі[19].
  - На концерті репера Sfera Ebbasta[en] в клубі міста Коринальдо в тисняві загинуло[en] шість осіб[20].
  - Учені з Женевського університету виявили в атмосфері гарячого Нептуна HAT-P-11b гелій[21].
- 9 грудня
  - Міністр закордонних справ Франції Жан-Ів Ле Дріан заявив про початок розслідування втручання Кремля в масові акції протесту «жовтих жилетів»[22]
  - На позачергових парламентських виборах у Вірменії перемогу здобула партія Нікола Пашиняна «Мій крок», яка отримала понад 70 % голосів виборців[23].
  - Аргентинський Рівер Плейт переміг у Кубку Лібертадорес[24].
  - Ронні О'Салліван отримав рекордний сьомий титул зі снукеру, перемігши у фіналі чемпіонату Великої Британії[en] Марка Аллена[25].
- 10 грудня
  - Tesla Inc. внесла Україну до списку країн, з яких можна офіційно купувати її електромобіль Tesla Model 3. Раніше досить часто українці вибирали замість своєї рідної України найближчу Польщу.[26]
  - Українська фехтувальниця Ольга Харлан виграла загальний залік Кубка світу з фехтування на шаблях 2017—2018[27].
- 11 грудня
  - У бразильському місті Кампінас, у Кафедральному соборі Пресвятої Богородиці[en], сталася стрілянина[en], в ходія якої загинуло 5 людей[28].
  - Уряд Нової Зеландії схвалив поправку до закону про зловживання наркотиками і зробив доступною покупку марихуани в медичних цілях[29].
- 12 грудня
  - Палата представників Конгресу США визнала геноцидом голодомор в Україні[30].
  - На різдвяному ярмарку в Страсбурзі терорист влаштував стрілянину[en], 3 людини загинуло і 13 були поранені[31].
  - Військові КНДР і Південної Кореї вперше, з часів розділення, дружньо перетнули кордон[32].
  - Українець Олександр Усик визнаний американським журналом «Sports Illustrated» найкращим боксером світу у першій важкій вазі[33].
- 13 грудня
  - Внаслідок зіткнення двох потягів у Туреччині 9 осіб загинуло, ще понад 80 отримало поранення[34].
  - Успішно завершений четвертий тестовий політ SpaceShipTwo. Космічний апарат піднявся на висоту 82,5 км[35].
- 15 грудня
  - Митрополита Переяславського і Білоцерківського Епіфанія на Об'єднавчому соборі обрано предстоятелем Православної церкви України[36].
  - Український боксер Артем Далакян захистив титул чемпіона світу за версією WBA у першій легкій вазі, здолавши Сірічаа Таєна з Таїланду[37].
- 16 грудня
  - Українець Михайло Романчук виграв золоту медаль на чемпіонаті світу з плавання на дистанції 1500 м вільним стилем[38].
- 17 грудня
  - Генеральна Асамблея ООН схвалила резолюцію «Проблема мілітаризації Автономної Республіки Крим та м. Севастополь (Україна), а також частин Чорного і Азовського морів»[39].
  - Міжнародна федерація плавання визнала українку Єлизавету Яхно найкращою синхроністкою 2018 року[40].
  - Конкурс краси «Міс Всесвіт-2018» виграла представниця Філіппін, 24-річна Катріона Грей[41].
  - Астрономи з Інституту науки Карнегі та Гавайського і Каліфорнійського університетів анонсували відкриття найбільш віддаленого з усіх відомих науці об'єктів Сонячної системи — астероїд 2018 VG18, який назвали «Farout»[42].
  - Стало відомо, що легендарний автогонщик Формули-1 Міхаель Шумахер вже самостійно дихає, може пересуватися та переселився з обладнаного медичного блоку до загальної частини будинку[43]
- 18 грудня
  - Фільм про Донбас «Віддалений гавкіт собак» потрапив до короткого списку номінантів на премію «Оскар» у номінації «найкращий документальний короткометражний фільм»[44].
- 19 грудня
  - Пентагон оголосив про початок виведення американських військовослужбовців зі Сирії та повідомив про новий етап боротьби проти терористичного угрупування Ісламська держава[джерело?]
- 20 грудня
  - Повернення на Землю корабля Союз МС-09 із трьома космонавтами на борту (Олександр Герст, Сергій Прокопьєв та Серіна Ауньйон-Ченселлор), учасниками експедицій-56/57[45].
- 21 грудня
  - Через атаку дронів[en] була призупинена діяльність лондонського аеропорту Гатвік[46].
  - У Судані запровадили надзвичайний стан і комендантську годину через акції протесту проти погіршення економічної ситуації в країні[47].
  - У зв'язку зі сильними бурями[en] у Ванкувері та на одноіменному острові пошкоджено будинки, дорогам та знищений 100-річний причал Білій Рок[48].
  - У Німеччині закрили останню шахту з видобутку кам'яного вугілля[49].
- 22 грудня
  - Ветеранів УПА, Поліської Січі та підрозділів ОУН законодавчо визнано Учасниками бойових дій[50]
  - Генеральна Асамблея ООН прийняла третю за три роки резолюцію про стан з правами людини в окупованому Криму та Севастополі[51].
  - Унаслідок цунамі на індонезійських островах Ява та Суматра загинуло понад 200 осіб, ще більше 800 отримали поранення[52].
  - Переможцем Клубного чемпіонату світу з футболу 2018 року став іспанський «Реал Мадрид», який у фіналі переміг еміратський «Аль-Айн»[53].
- 23 грудня
  - Президентом України Петром Порошенко підписано закон, який зобов'язує УПЦ (МП) у своїй назві зазначити приналежність до РПЦ[54].
  - Денис Берінчик, перемігши філіппінського боксера, отримав титул WBO International[55].
  - Компанія Golden Gate Zero Emissions Marine презентувала перший у світі комерційний пором з водневим двигуном[56]
- 24 грудня
  - Компанія Uber запустила сервіс Uber Bus (сервіс міських автобусних перевезень) в Каїрі[57]
- 25 грудня
  - Різдво Христове за григоріанським календарем; святковий день в Україні[58].
- 29 грудня
  - Уряд Російської Федерації розширив санкції проти України: заборонено ввезення промтоварів, сільгосппродукції та продовольства з України, за затвердженим списком[59].
- 31 грудня
  - В Україні почалася президентська передвиборча кампанія[60].
  - США офіційно вийшли з ЮНЕСКО[61].
  - У результаті вибуху природного газу в Магнітогорську (Росія) загинуло щонайменше 33 людини[62].